# Ascaptesyle submarginata
Ascaptesyle submarginata är en fjärilsart som beskrevs av William Schaus 1905. Ascaptesyle submarginata ingår i släktet Ascaptesyle och familjen björnspinnare. Inga underarter finns listade i Catalogue of Life.